# لفظ تاريخي
اللفظ التاريخي (دولية: الهستور‌يس‍سم) في اللغة هو اللفظ الي يدل على شيء لم يعد موجودا الآن، نحو الإقطاعية والبرقية.